# Sabella variegata
Sabella variegata är en ringmaskart som beskrevs av Henrik Nikolai Krøyer 1856. Sabella variegata ingår i släktet Sabella och familjen Sabellidae.
Artens utbredningsområde är Mexikanska golfen. Inga underarter finns listade i Catalogue of Life.